# Publio Vitellio Saturnino
Publio Vitellio Saturnino (I secolo – I secolo) è stato un politico romano.

## Vita
Publio Vitellio Saturnino fu prefetto di una legione di Otone. Di lui si sa che fu ferito durante un tumulto sedato repentinamente a Roma dallo stesso Otone. 